# Annette Frances Braun

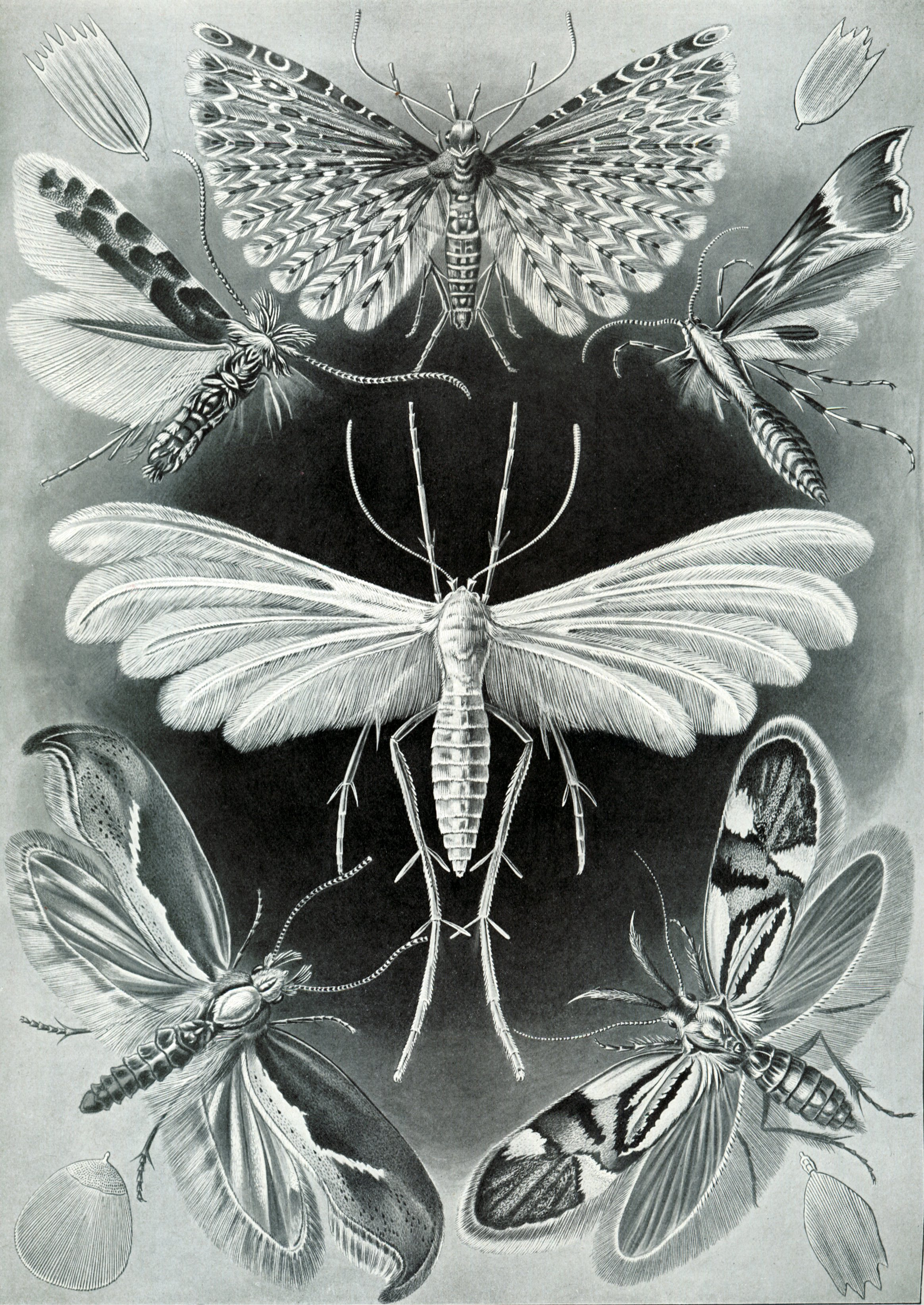
Alguns microlepidópteros típicos: uma mariposa alucitídeo com muitas plumas no centro superior; uma mariposa pteroforídea branca no centro.

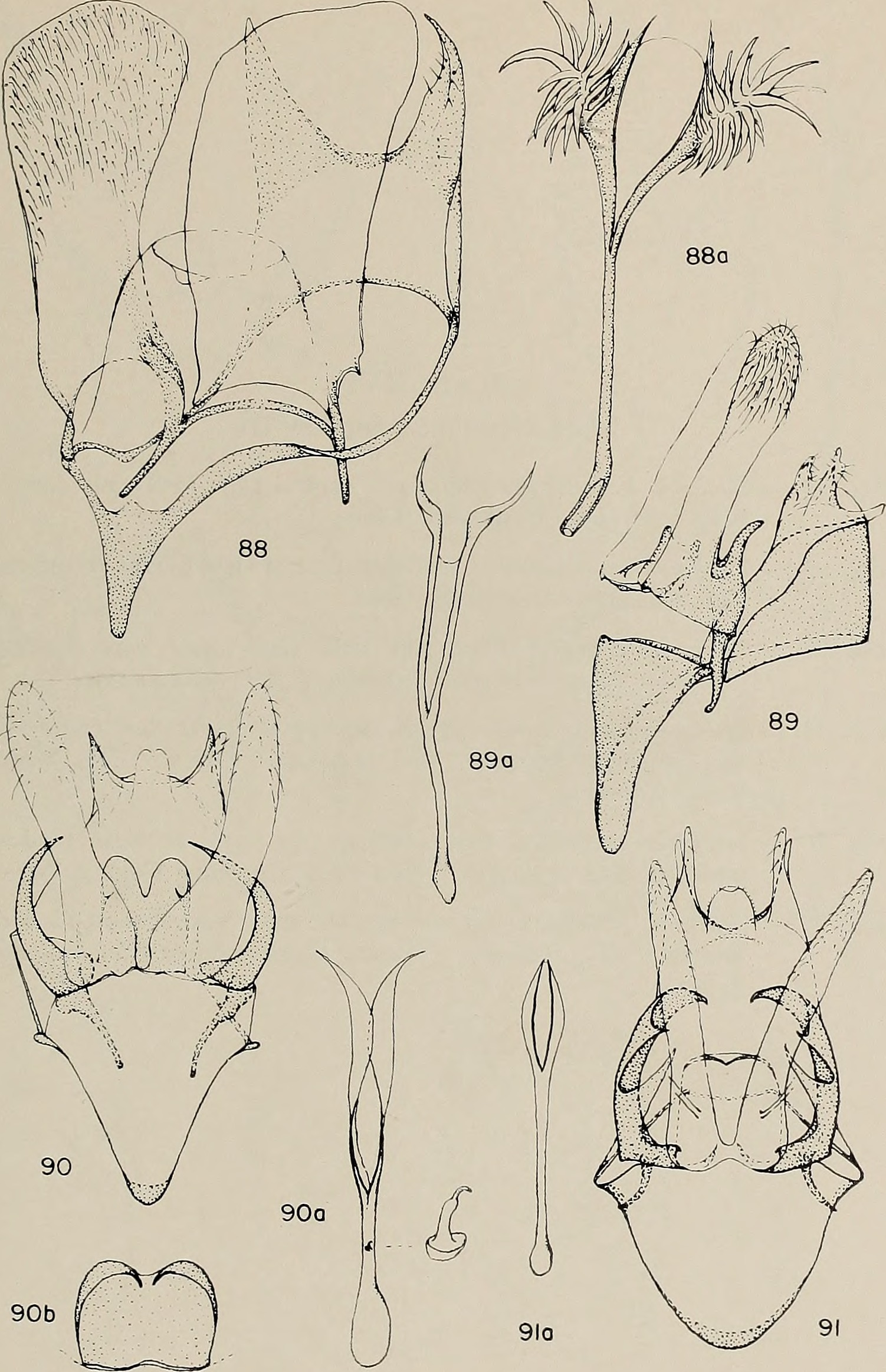
Detalhes da genitália da mariposa masculina, ilustração 15 de uma monografia de Annette Frances Braun sobre a família da mariposa Tischeriidae

Annette Frances Braun (Cincinnati, 24 de agosto de 1884 – Cincinnati, 27 de novembro de 1978) foi uma entomologista americana e maior autoridade em microlepidópteros, tipos de mariposas. Seu interesse especial eram as mariposas cujas larvas vivem como garimpeiras.

## Infância e educação
Annette Frances Braun nasceu em 24 de agosto de 1884, filha de George F. e Emma Maria (Wright) Braun em Cincinnati, Ohio. Ela se formou na University of Cincinnati, recebendo seu AB em 1906, seu AM em 1908 e seu Ph.D. em 1911, tornando-a a primeira mulher a obter um Ph.D. da Universidade de Cincinnati; sua irmã mais nova, Emma Lucy Braun, seria a segunda.

## Carreira
Braun começou a sua carreira como professora assistente de zoologia na Universidade de Cincinnati (1911-19) antes de se dedicar à pesquisa privada. Ela desenvolveu especialização nas mariposas das florestas do leste da América do Norte, tornando-se uma autoridade internacional que é descrita como uma das lepidopteristas mais talentosas do século XX. Ela descreveu e nomeou mais de 340 espécies em sua vida e publicou quatro monografias importantes e dezenas de artigos sobre mariposas. Uma artista hábil com caneta e tinta, ela frequentemente ilustrava seu trabalho com desenhos anatômicos detalhados feitos de suas próprias observações de campo e estudos de microscópio.
Braun morava em Mount Washington, um subúrbio de Cincinnati, Ohio, com a sua irmã Emma, que era uma botânica notável. Parte do jardim era usada como laboratório entomológico e botânico ao ar livre, e as irmãs também faziam viagens de campo juntas. Começando na década de 1910, eles caminharam (e mais tarde dirigiram) centenas de quilômetros pelas florestas do leste da América do Norte - especialmente Ohio, Kentucky e Tennessee - em busca de espécimes de plantas e mariposas. Eles também eram conservacionistas dedicados, e Braun é lembrada por seus esforços para preservar áreas naturais em Adams County, Ohio.
Braun foi vice-presidente da Entomological Society of America (1926). Ela também foi curadora do Museu de História Natural de Cincinnati.
Braun continuou trabalhando e publicando até os oitenta anos. Ela morreu em 27 de novembro de 1978, com 94 anos.

## Legado
As espécies com o nome de Braun incluem Argyresthia annettella e Glyphipterix brauni.
"Annette's Rock" é um marco à beira da trilha em homenagem a Braun na reserva natural Lynx Prairie em Ohio.
Os documentos de Annette e E. Lucy Braun são mantidos pela Cincinnati History Library & Archives, que faz parte do Cincinnati Museum Center. Além disso, o Smithsonian Institution mantém um arquivo que inclui cerca de 5.000 slides de Braun, enquanto a Academia de Ciências Naturais da Filadélfia guarda sua coleção de 30.000 espécimes de mariposas.

## Publicações selecionadas

### Monografias
- Evolution of the Color Pattern in the Microlepidopterous Genus Lithocolletis, 1914[8]
- Elachistidae of North America (Microlepidoptera), 1948[9]
- Tischeriidae of America North of Mexico, 1972[10]
- "The Genus Bucculatrix in America North of Mexico (Microlepidoptera)", 1963[11]

### Outros escritos
- "Revision of the North American species of the genus Lithocolletis Hübner," 1908[12]
- "The Frenulum and Its Retinaculum in the Lepidoptera," 1924[13]